# Cécile Bruyère
Madame Cécile Bruyère (1845-1909), eerste abdis van de Abdij Sint-Cecilia te Solesmes, is een markant figuur in de Franse kerkelijke geschiedenis aan het einde van de 19e en het begin van de 20e eeuw. Cécile is haar kloosternaam; haar doopnaam was "Jenny". 

## Leven
Ze wordt gezien als de spirituele dochter van dom Guéranger en stichtte in 1866 met de Abdij Sint-Cecilia te Solesmes het eerste klooster van de vrouwelijke tak van de Congregatie van Solesmes. Op 20 juni 1870 werd ze op de leeftijd van 24 jaar door paus Pius IX tot abdis benoemd, niettegenstaande het feit dat het klooster zelf een priorij bleef. Vermoedelijk kan men hier een eerbetuiging in zien van de paus ten aanzien van dom Guéranger, die op dat moment op het Eerste Vaticaans Concilie het dogma van de pauselijke onfeilbaarheid verdedigde.
Haar gedachtegoed en haar spirituele doctrine ontleende ze grotendeels aan dom Guéranger. De nogal stroeve, formele taal van Dom Guéranger wist ze op een meer vloeiende en begrijpelijke wijze te vertalen. 
Dit vond zijn neerslag in het boek dat vele herdrukken en vertalingen kende: La vie spirituelle et l'oraison, d'après la Sainte Écriture et la tradition monastique. Zij vertelt daarin hoe belangrijk de liturgie in het religieuze leven is en legt daarbij vooral de nadruk op de genade van het sacrament van het doopsel. Haar monialen leerden Latijn en zongen gregoriaans, wat toen geen normale praktijk was voor kloosterzusters. 
Ze stierf in 1909 in Engeland, waar ze met het grootste deel van de monniken en monialen in ballingschap leefde ten gevolge van de Franse anti-religieuze wetten
Ze was een kleindochter van Louis Bruyère en van de architect Jean-Jacques-Marie Huvé.

## Werken
- La vie spirituelle et l'oraison, ISBN 2-85274-085-0